# Ahmadou Touré
Pour les articles homonymes, voir Touré.
Ahmadou Touré, né le 4 février 1958 à Bamako, est un homme politique malien qui fut ministre du commerce, des mines et de l’industrie dans le premier gouvernement de Cheick Modibo Diarra.
Docteur en droit des affaires à l'Université de Paris-Nord, Ahmadou Touré est notaire de profession.
Il a essentiellement travaillé dans le secteur minier et bancaire. 
Parallèlement à ses activités Ahmadou Touré a  enseigné à l'École nationale d'Administration (ENA) de Bamako. 